# Erich Ess
Erich Ess (auch Eric van Ess und Eric Ess; * 21. August 1929 in Feldkirch; † 26. Dezember 2022 ebenda) war ein österreichischer Maler und Zeichner.
Erich Ess wuchs in Vorarlberg auf und ging 1948 bis 1953 zum Studium an der Wiener Akademie der bildenden Künste nach Wien. Dort lernte er bei F. Elsner, A. P. Gütersloh, Herbert Boeckl und Fritz Wotruba. In den Jahren 1979 bis 1998 war er Leiter der Meisterklasse Malerei und Graphik an der Hochschule für Gestaltung in Linz. Er wirkte vorwiegend als Portraitist in Wien, war aber ein vielseitiger und „hochaktiver“ bildender Künstler. Zu Lebzeiten kamen seine Werke nur wenig an die Öffentlichkeit.
Ess besaß in der provencalischen Künstlergemeinde Vence mindestens zwischen 1964 und 1974 ein eigenes Atelier, in dem er mehrere Monate im Jahr verbrachte. Der Künstler war auch Herausgeber künstlerischer Bibliografien wie beispielsweise dem Werk Bilder und Zeichnungen 1950–1989.
Erich Ess gehört zu dem von Heimo Kuchling initiierten Kuchling-Kreis, in dem fakultätsübergreifend künstlerisch mit den Studenten gearbeitet wurde. So empfahl beispielsweise Clemens Holzmeister seinen Studenten der Architekturklasse, auch die Vorlesungen und Übungen Kuchlings zu besuchen. Von 1963 an kuratierte Ess zusammen mit Kuchling über 30 Jahre lang als künstlerischer Berater für die Galerie Haemmerle in Götzis.